# Manuel del Cabral
Manuel del Cabral (7 de marzo de 1907 - 14 de mayo de 1999),  es considerado uno de los grandes poetas dominicanos y uno de los autores más importantes del Caribe y de Latinoamérica. Residió en varios países y desarrolló una obra vasta y heterogénea, que él mismo calificó como su “voz viva” y que registró a través de cuentos, novelas y poesía. En 1992 le fue otorgado el Premio Nacional de Literatura, patrocinado por la Fundación Corripio y la Secretaría de Estado de Educación de la República Dominicana.

## Biografía y obra
Nació el 7 de marzo de 1907 en la ciudad de Santiago de los Caballeros. Sus padres fueron Amelia Josefa Tavárez Saviñón y  Mario Fermín Cabral y Báez. Cursó su educación elemental y secundaria en Santiago de los Caballeros. Aunque su padre quiso verlo convertido en un abogado importante, su interés por la poesía lo alejó de las aulas universitarias cuando apenas iniciaba los estudios de Derecho. En su juventud trabajó como linotipista y como librero en su pueblo natal.
En 1931, a raíz de la publicación de su primer poemario Pilón, se trasladó a Santo Domingo. En 1938 viajó a Nueva York en un barco de carga. Tres meses después de su arribo a dicha ciudad, mientras se desempeñaba como limpiador de ventanas, recibió la inesperada noticia de su nombramiento en un puesto menor en la embajada dominicana en Washington. Así inició una exitosa carrera diplomática que se extendió por casi tres décadas.
Representó al país en Bogotá, Lima, Panamá, Chile y Argentina. Su carrera diplomática fue importante para el desarrollo de su obra poética, ya que su peregrinaje por América Latina y Europa le ofreció la posibilidad de conocer diferentes culturas y de entrar en contacto con muchas de las voces poéticas latinoamericanas y europeas más importantes de entonces.
La obra de Manuel del Cabral es una de las más perdurables y heterogéneas de la literatura dominicana. Su poesía abarca temas políticos, amorosos, sociales y metafísicos. Es, junto a Luis Palés Matos, Aimé Cesaire y Nicolás Guillén, una de las voces más importantes de la poesía negrista caribeña. En su poesía social destaca el poema épico Compadre Mon, donde  de acuerdo con Fernando Valerio Holguín se propone una Poética Social del Desconsuelo en que la pobreza, la injusticia social, la injerencia norteamericana, el caciquismo y la corrupción aparecen como subtextos de otros textos míticos y poéticos.
En Sangre Mayor y Los Huéspedes Secretos explora la metafísica y logra un hondo calado metafísico que explora, con una fuerza imaginativa y sensorial, lo filosófico, lo fugaz de la existencia. En 14 mudos de amor y en Sexo no solitario aborda el erotismo y la poesía amorosa.
Es el poeta dominicano más antologado y el que mayor difusión ha alcanzado en el extranjero. Gabriela Mistral escribió que Manuel del Cabral era “dueño de un múltiple y poderoso registro lírico”  y lo consideraba uno de los cuatro grandes poetas de América (los otros eran Rubén Darío, César Vallejo y Pablo Neruda). Juana de Ibarborou afirmó que le gustaba tanto su obra “hasta la emoción profunda de tenerle envidia por lo extraordinario, lo continental, lo fuerte, lo humano, lo único”.
También escribió narrativa. Por un lado, las novelas El escupido y  El presidente negro. Y por el otro, los volúmenes de Veinte cuentos, Los relámpagos lentos y Cuentos cortos con pantalones largos. En 1992 le fue otorgado el Premio Nacional de Literatura, patrocinado por la Fundación Corripio y la Secretaría de Estado de Educación de la República Dominicana. Tuvo cuatro hijos. Una de sus hijas, Peggy Cabral, fue la segunda esposa del líder político José Francisco Peña Gómez. Manuel del Cabral falleció a los 92 años, el 14 de mayo de 1999, en Santo Domingo. 

## Obras

### Poesía
- Pilón: canto al terruño y otros poemas.  Imprenta H. L. Cruz,  1931
- Color de agua. Imprenta H. L. Cruz, Santiago de los Caballeros, República Dominicana,1932
- Doce poemas negros. Tipografía femenina, Santiago de los Caballeros, República Dominicana 1935
- Ocho gritos, La Nación, Ciudad Trujillo, República Dominicana, 1937
- Trópico negro. Buenos Aires: Editorial Sopena, 1942
- Compadre Mon. Espiral, Colombia 1943. Reedición, Editorial Losada, Buenos Aires,1943.
- Chinchina Busca el Tiempo. Perlado, Buenos Aires 1945. Reedición, Santo Domingo, Edición de Colores, 1998.
- Segunda antología tierra (1930-1951), Graficas García, Madrid, España,1951.
- De Este Lado del Mar. Impresora Dominicana, Ciudad Trujillo 1949
- Antología Tierra (1930–1949). Ediciones Cultura Hispánica, Madrid 1949
- Carta a Rubén. Editorial Losada, Madrid, España, 1951
- Los Huéspedes Secretos.  Editora Carlos Lohle, Buenos Aires,1950. Reedición, Editora Corripio, Santo Domingo 1988
- Segunda Antología Tierra (1930–1951). Gráficas García, Madrid 1951
- 30 Parábolas. Lucania, Buenos Aires 1956
- Dos Cantos Continentales y Unos Temas eternos. (1956)
- Sexo y Alma (1956)
- Antología Clave (1930–1956). Losada, Buenos Aires ,1957
- Pedrada planetaria. Ediciones Cosmos, Buenos Aires, 1958
- Carta Para Un Fósforo No Usado y Otras Cartas (1958)
- 14 Mudos de Amor. Losada, Buenos Aires 1963.  Reedición, Colección Baluarte, Santo Domingo, 1962
- Sangre mayor. El Diario, Santiago, República Dominicana, 1965.
- La Isla Ofendida. Imprenta horizonte, Santiago de Chile, 1965. Reedición, Editora Cosmos, Santo Domingo, 1978
- Los anti-tiempos. Editorial. Centro Editor de América Latina, Buenos Aires, 1967.
- Poemas de amor y sexo. Ediciones La Flor, Buenos Aires, 1974.
- Palabra. Alfa y Omega, Santo Domingo, 1977.
- Sexo No Solitario (1970)
- Obra Poética Completa.  Alfa y Omega, Santo Domingo, 1976.
- 10 poetas dominicanos: tres poetas con vida y siete desenterrados. Publicaciones América, Santo Domingo, 1980
- Cédula del mar. Letra grande, Santo Domingo,1981
- Antología tres. Editora de la Universidad Autónoma de Santo Domingo, 1987.
- Permanencia inmaterial. Obra poética completa. Ministerio de Cultura., Santo Domingo, 2011.

### Memoria
Historia de Mi Voz. Ediciones Andes, Chile, 1964. Reedición, Taller, Santo Domingo, 1974. 

### Ensayo
La Espada Metafísica. Editorial Cuarto Mundo, Buenos Aires, 1990

### Novela
El Escupido. Editorial Quintaria ,Buenos Aires, Argentina, 1970
El Presidente Negro. Editora Carlos Lohle, Buenos Aires, Argentina, 1973.

### Cuentos
20 Cuentos. Talleres Gráficos Américalee, Buenos Aires, 1951 
Los relámpagos lentos. Editorial Sudamericana, Buenos Aires, 1966
El Jefe y Otros Cuentos. Publicaciones América, Santo Domingo, 1979
Cuentos Cortos con pantalones largos. Publicaciones América, Santo Domingo, 1981.

### Teatro
La carabina piensa. Editora Taller, Santo Domingo,1976